# Тиха заводь

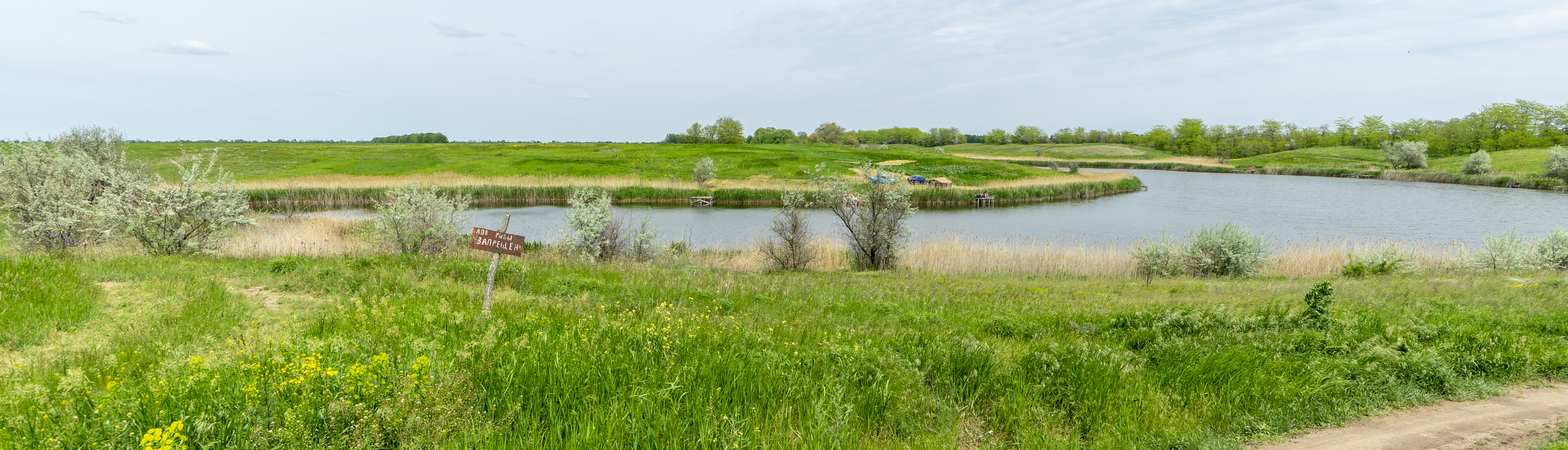

Ландшафтний заказник місцевого значення «Тиха заводь» — один з об'єктів природно-заповідного фонду Запорізької області, ландшафтний заказник місцевого значення.

## Розташування
Заказник розташований в Михайлівському районі, Запорізької області на території Старобогданівської сільської ради, близько 4,0 км на захід від села Старобогданівка.

## Історія
Ландшафтний заказник місцевого значення «Тиха заводь» був оголошений рішенням Запорізької обласної ради народних депутатів шостого скликання № 18 від 30 травня 2013 року.

## Мета
Мета створення заказника — збереження ландшафтного та біологічного різноманіття, підтримання екологічного балансу, раціональне використання природних і рекреаційних ресурсів Запорізької області.

## Значення
Ландшафтний заказник місцевого значення «Тиха заводь» має особливе природоохоронне, естетичне і пізнавальне значення.

## Загальна характеристика
Загальна площа ландшафтного заказника місцевого значення «Тиха заводь» становить 8,0 га. На території заказника розташовані став та степові ділянки.

## Флора
На степових ділянках переважають кореневищні злаки та різнотрав'я: деревій, шавлія, цибуля крапчаста, чебрець Маршаллів. Прибережно-водна рослинність представлена альдровандою пухирчастою, лепешняком тростиновим та іншими видами. У водній рослинності домінують кушир темно-зелений, водопериця кільчаста, ряска мала.